# Денисівська ЗОШ І-ІІІ ст. імені В. В. Лесевича
Денисівська ЗОШ І—ІІІ ступенів імені В. В. Лесевича — загальноосвітня школа, розташована у с. Денисівка Оржицького району Полтавської області. Має ім'я видатного філософа і соціолога Володимира Вікторовича Лесевича.

## Історія
Школа в селі Денисівка була заснована у 1864 році Володимиром Лесевичем і стала першою в Російській імперії на теренах України школою з українською мовою навчання. В. Лесевича обрали попечителем школи. Першим учителем став Борис Опанасович Шиманський з Київської педагогічної школи, якого пізніше заслали до Сибіру за українофільство.
У 1884 році Володимир Лесевич будує нове приміщення школи.
Пізніше, на початку ХХ століття, на кошти земства була побудована нова школа, яка називалася «земським училищем».
Після Німецько-радянської війни під приміщення школи було передано будівлю сільської управи, де учні навчалися до 1958 року, потім школа була розташована у приміщенні колишньої лікарні на березі ставка.
Сучасне двоповерхове приміщення було збудовано у 1973 році. На першому поверсі розміщені три класні кімнати, їдальня, два спортивних зали, майстерня. На другому — вісім кабінетів, бібліотека.

## Директори школи (з 1950р.)
- Усенко Д. І. (з 1950)
- Верещака С. Ю. (з 1952)
- Черкаський В. І. (з 1954)
- Охріменко І. К. (з 1959)
- Довгопол П. Г. (з 1960)
- Мандоліна А. В. (з 1970)
- Довгопол П. Г. (з 1977)
- Новохацький С. А. (з 1984)
- Чепа П. О. (з 1985)
- Пасішніченко В. М. (з 1990)
- Зубалій О. М.(з 2019)
- Сергієнко С.Г. (з 2022)

## Випускники
- Кожушний Марко Прокопович — український поет-пісняр, журналіст.